# Gare de Colmar-Mésanges
Gare de Colmar-Mésanges vasútállomás Franciaországban, Colmar településen.

## Vasútvonalak
Az állomást az alábbi vasútvonalak érintik:
- Colmar–Metzeral-vasútvonal

## Kapcsolódó állomások
A vasútállomáshoz az alábbi állomások vannak a legközelebb:
- Gare de Colmar-Saint-Joseph
- Gare de Logelbach